# Skyneedle

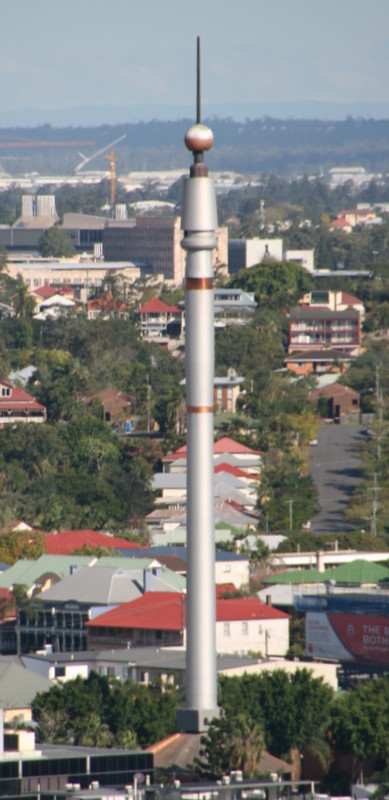
Le Skyneedle, dans le quartier sud de Brisbane

Le Skyneedle est une tour de télécommunications située à Brisbane, en Australie. Édifié à l'occasion de l'exposition internationale de 1988, cet édifice aux formes modernistes culminant à 88 mètres devait être démonté et reconstruit pièce par pièce dans la parc d'attractions Tokyo Disneyland à l'issue de la manifestation. 
Désireux de conserver la structure en Australie, l'homme d'affaires Stefan Ackerie s'en porte acquéreur. Après la fin de l'exposition, le Skyneedle est ainsi déplacé de quelques centaines de mètres et intégré au siège social de la chaîne de salons de coiffure Stefan.
La tour est équipée d'un puissant laser, dont la portée peut atteindre 60 kilomètres par temps clair. Jusqu'en 2009, celui-ci n'était cependant utilisé qu'à de rares occasions, afin de ne pas perturber la circulation aérienne.
Le 4 novembre 2006, la tour est victime d'un départ d'incendie provoqué par un défaut d'alimentation électrique (problème qui a déjà affecté l'édifice en 1988). Sérieusement endommagée, elle est cependant restaurée à l'identique. 
Le 14 mars 2009, la partie supérieure de la tour est ôtée afin de l'équiper d'un nouveau système de laser. Les premiers tests débutent le 23 avril pour une activation effective le 1er mai 2009.